# Pteris luzonensis
Pteris luzonensis är en kantbräkenväxtart som beskrevs av Georg Hans Emmo Wolfgang Hieronymus. Pteris luzonensis ingår i släktet Pteris och familjen Pteridaceae. Inga underarter finns listade.